# Мульминская волость
Мульминская волость (тат. مولمە ۋولىٰسىٰ, Мүлмә вулысы), с 1924 года Тукаевская волость (тат. توقاي ۋولىٰسىٰ, Tuqaj vulьsь, Тукай вулысы) — административно-территориальная единица в составе Казанского уезда Казанской губернии и Арского кантона Татарской АССР.
Волостное правление находилось в деревне Мульма. На 1910-е годы граничила с Чепчуговской, Алатской, Больше-Атнинской, Больше-Менгерской, Ново-Кишитской и Арской волостями Казанского уезда и Аркатовской волостью Лаишевского уезда.
Волость возникла не позднее 1870 года в составе Казанского уезда Казанской губернии. С 1920 года в составе Арского кантона Татарской АССР. В 1924 году переименована в Тукаевскую волость и укрупнена: к ней были присоединены селение Кошлоуши Больше-Менгерской волости и Чепчуговская волость за исключением 11 селений (Старые и Новые Бирюли, Сидорова Пустошь, Петрова Белка, Чепчуги, Новые Ключи, Новопоселенное Тогашево, Сосновка, Кирилловка, Хохлово и Садилово),вошедших в состав Калининской волости.
В 1930 году при введении районного деления на всей территории Татарской АССР упразднена, Мульминский, Сосмачинский, Куркачинский, Ямашурминский, Татарско-Урматский, Татарско-Айшинский, Починко-Ключинский, Арняшский, Средне-Сердинский, Краснинский, Князь-Камаевский, Шалянгурский, Нижне-Атынский сельсоветы вошли в состав Арского района, Уньбинский, Татарско-Айшинский 2-й, Инсинский, Ковалинский, Берляковский сельсоветы вошли в состав Дубьязского района, Кошлаушский, Епанчинский, Сунгуровский и Больше-Сердинский сельсоветы вошли в состав Тукаевского района.